# Centro Intercultural de Documentación
Pour les articles homonymes, voir CIDOC.
Le Centro Intercultural de Documentación (Centre interculturel de documentation), plus connu sous l'acronyme « CIDOC », a été fondé par Ivan Illich en 1966 à Cuernavaca, au Mexique. Il fait suite au Centre pour la formation interculturelle créé  en 1961.

## Description
Ce centre unique en son genre a fonctionné de 1966 à 1976. Il a réuni entre 300 et 400 personnes (étudiants et enseignants). La base de son activité se passait autour des cours d'espagnol.
Le CIDOC ne fonctionnait pas comme une université d'été, car pour Illich l'apprentissage ne peut se faire que dans une totale liberté. En pratique, des petites annonces paraissaient dans des grands journaux américains, avec les thèmes proposés pour un semestre. Les intéressés – à titre d'étudiant ou d'enseignant – s'annonçaient au registrar du CIDOC (les enseignants indiquant leur sujet, leurs objectifs et leur parcours). C'était donner beaucoup de responsabilité dans un contexte où tous étaient habitués à « consommer » de l'enseignement. Aucune liste de présence ou attestation, aucun examen ou mémoire écrit. La majorité des étudiants appartenaient à la génération du « baby boom », qui s'opposaient à la culture de consommation de masse de leurs parents. Ils se retrouvaient à Berkeley, Haight-Ashbury (San Francisco), Palo Alto et Esalen, aussi bien qu'au CIDOC.
Les cours donnés hebdomadairement par Illich l'étaient alternativement en anglais et en espagnol. Les périodiques CIDOC Cuadernos, CIDOC Dossier et CIDOC Sondeos ont questionné le changement social en Amérique latine. Illich a publié une soixantaine de numéros par an, avec une diffusion de 200 à 300 exemplaires par numéro.
Martina Kaller-Dietrich résume ainsi : « Le CIDOC était un lieu de rencontre pour humanistes souhaitant découvrir les conséquences des changements sociaux et idéologiques sur l'esprit et l'âme des gens, spécialement en Amérique latine », et cite ces propos de Illich : « It is a setting for understanding the implications of social revolution, not an instrument for promoting particular theories of social action. »
Après dix ans, Illich a lui-même décidé de mettre fin au CIDOC, convaincu que l'aura incomparable de ce lieu ne pourrait durer car les institutions « se défont. »

## Renommée
Selon Thierry Paquot, le CIDOC était un passage obligé pour les adhérents de la gauche radicale, et en particulier de la Drei-Welten-Lehre (de) (cosmologie de Karl Popper). Le CIDOC était un point de rencontre des critiques radicaux du système scolaire en Amérique latine.
Parmi les personnes qui sont passées par le CIDOC, on peut nommer le poète et écrivain anarchiste américain Paul Goodman, le spécialiste de l'éducation Everett Reimer, l'essayiste et romancière américaine Susan Sontag dans sa jeunesse, le pédagogue Paulo Freire, le sociologue des religions Peter L. Berger, l'enseignant et défenseur des droits des enfants John Holt, le professeur d'iconographie du Moyen Âge Gerhard Ladner, le formateur d'adultes Didier Pivetau, l'Américain Joel Spring (en), le philosophe péruvien Augusto Salazar Bondy (es), le philosophe viennois Leo Gabriel (de), le philosophe français André Gorz et le philosophe des technologies Carl Mitcham (en).

## Critiques
Le CIDOC a parfois été surnommé « centre de subversion », à cause de concepts comme Une société sans école ou la mise en cause de la prédominance des experts.
La collection de matériaux sur l'histoire de l'organisation sociale en Amérique latine, de ses développements et problèmes, a pu irriter l'Église catholique.

## Sources
- (de) Cet article est partiellement ou en totalité issu de l’article de Wikipédia en allemand intitulé « Centro Intercultural de Documentación » (voir la liste des auteurs).
- (de) Martina Kaller-Dietrich, « CIDOC was a magic place », cité dans la bibliographie